# Тереблеченская сельская община
Тереблеченская сельская община (укр. Тереблеченська сільська громада) — территориальная община в Черновицком районе Черновицкой области Украины.
Административный центр — село Тереблече.
Население составляет 6207 человека. Площадь — 65,9 км².
В соответствии с распоряжением Кабинета Министров Украины от 12 июня 2020 года, в состав общины вошла территория Синевецкого и Тереблеченского сельских советов упразднённого Глыбокского района, а также Буковского сельского совета упразднённого Герцаевского района

## Населённые пункты
В состав общины входит 5 сёл:
- Тереблече
- Буковский старостинский округ:
  - Буковка
- Горбовский старостинский округ:
  - Горбовцы
- Синевецкий старостинский округ:
  - Верхние Синевцы
  - Нижние Синевцы